# Plagiobothrys figuratus
Plagiobothrys figuratus là loài thực vật có hoa trong họ Mồ hôi. Loài này được (Piper) I.M.Johnst. miêu tả khoa học đầu tiên năm 1941.